# Royal Order of Scotland

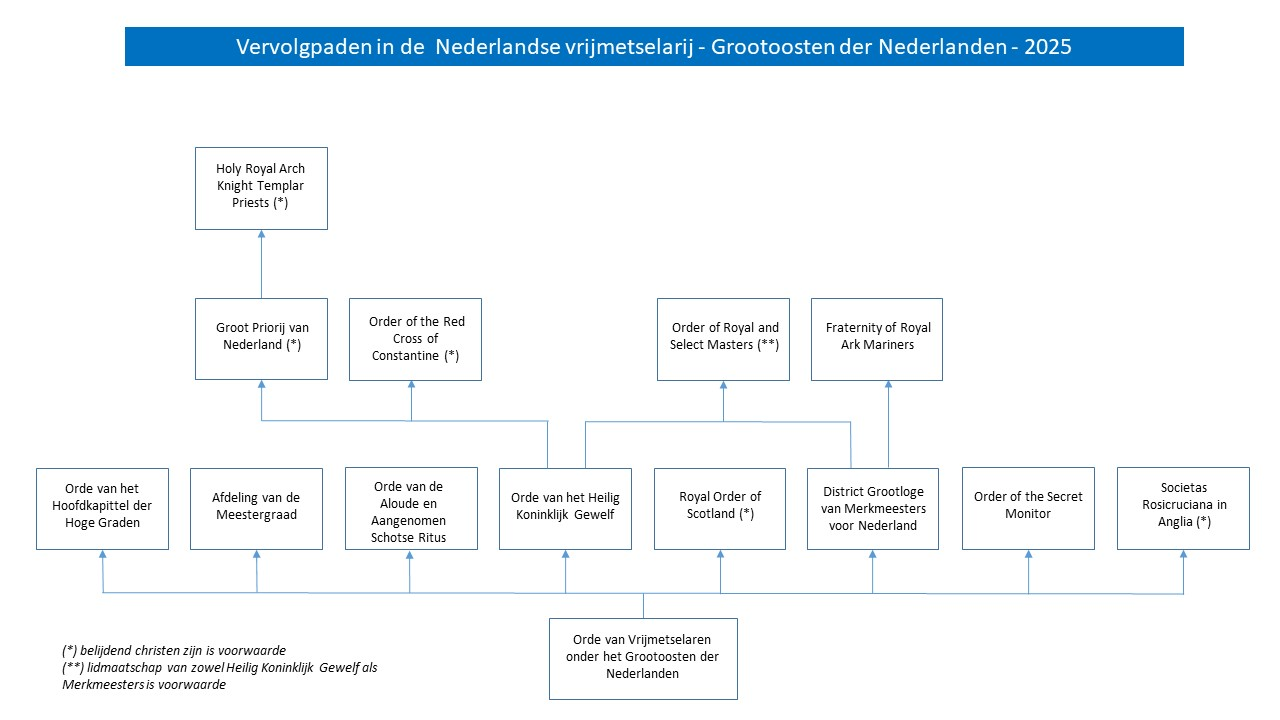
Vervolgpaden Grootoosten der Nederlanden

De Royal Order of Scotland is een Engelse obediëntie, oftewel een koepel van vrijmetselaarsloges. Zowel in Nederland als in België wordt zij vertegenwoordigd door een Provincial Grand Lodge. Lidmaatschap van de Royal Order of Scotland is een van de mogelijke vervolgpaden voor vrijmetselaren in Nederland vanuit de symbolieke – of 'blauwe' - loges van de Orde van Vrijmetselaren onder het Grootoosten der Nederlanden, waar de basisgraden van leerling, gezel en meester worden verleend. In België geldt hetzelfde voor leden van de Reguliere Grootloge van Belgie. 
De Royal Order of Scotland heeft een eigen ritus, met daarbinnen twee graden:
- Heredom of Kilwinning
- Knight of the Rosy Cross

Beide graden worden in een en dezelfde bijeenkomst verleend. Voorwaarde voor het lidmaatschap van de Royal Order of Scotland is dat men minstens vijf jaar meester vrijmetselaar is in een symbolieke loge. Het lidmaatschap is daarnaast alleen op uitnodiging. De ritus van de Royal Order of Scotland is gebaseerd op een mystificatie rond Robert the Bruce, van 1306 tot 1329 koning van Schotland. Nadat Robert in 1314 de Engelsen bij Bannockburn had verslagen, zou hij ter plekke een bijeenkomst van de Royal Order of Scotland hebben gehouden, waarvan hij erfelijk grootmeester was. Hij verhief bij die gelegenheid een aantal vrijmetselaren die hem goed hadden gediend, tot ridder. Nadien deed hij dat nogmaals in Kilwinning en zo werd - volgens het verhaal - een civil degree of Heredom ingesteld naast een ridderlijke graad van het rozenkruis. 

## Structuur
Het hoogste bestuurlijk orgaan van de orde is de Grand Lodge of the Royal Order of Scotland, welke haar zetel heeft in Edinburgh. Formeel is de koning van Schotland grootmeester van de orde, maar in zijn afwezigheid is de leiding in handen van de Deputy Grand Master and Governor. Deze wordt bijgestaan door een aantal grootofficieren, zoals de Grand Treasurer (thesaurier) en de Grand Secretary.
Per land of gebied heeft de orde een Provincial Grand Lodge. De Provincial Grand Lodge vormt - in afwijking van andere obediënties - niet alleen het bestuurlijke orgaan van de orde ter plaatse maar is tegelijkertijd ook de uitvoerende organisatie. Vrijmetselaars die toetreden zijn direct lid van de Provincial Grand Lodge, er zijn verder geen lokale loges. Provincial Grand Lodges zijn te vinden in vrijwel alle werelddelen, en zijn overal op deze manier ingericht. Anno 2025 kent de orde ruim 95 Provincial Grand Lodges.
Aan het hoofd van de Provincial Grand Lodge staat een Provincial Grand Master, welke verantwoording aflegt aan de Grand Lodge in Schotland. De Provincial Grand Lodge kent qua bestuur verder functionarissen zoals de Provincial Grand Secretary en de Provincial Grand Treasurer.

## Geschiedenis

### Ontstaan

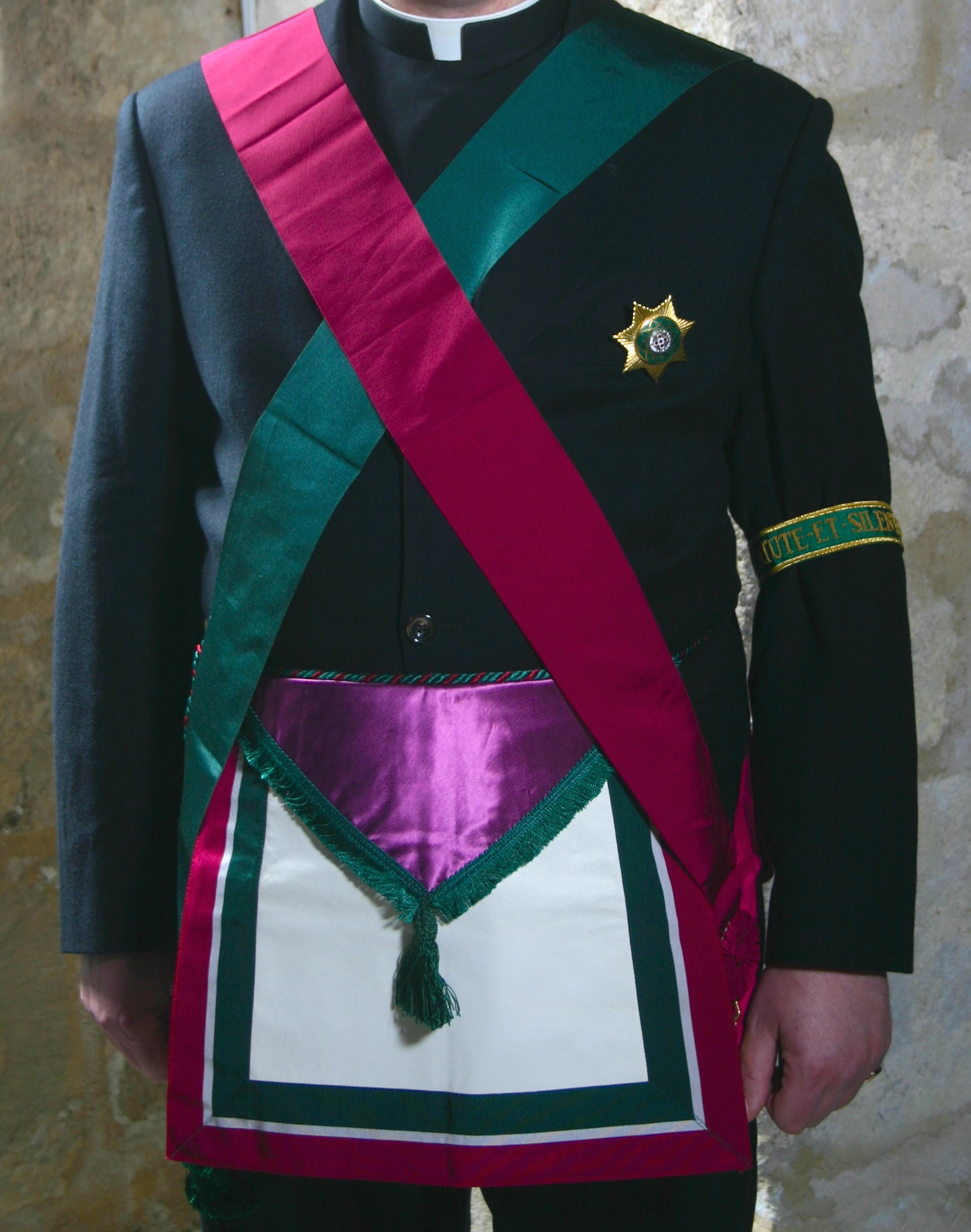
Regalia Royal Order of Scotland

De oudst bekende vermelding rondom de Royal Order of Scotland stamt uit 1741. In dat jaar was er voor het eerst sprake van een Provincial Grand Lodge of South-England, welke chapters had in en rondom Londen. Dit werd ook wel de Order of Heredom of Kilwinning of Scotch Heredom of Ancient & Honorable Order of Kilwinning genoemd. In 1753 verdween deze Provincial Grand Lodge echter weer van het toneel.
De Royal Order of Scotland is uiteindelijk vanuit Engeland via Nederland naar Schotland gebracht. Halverwege de achttiende eeuw woonde de Schot William Mitchell (1727-1792), een leraar kalligrafie en Frans, in Den Haag. In 1750 ging hij naar Londen met een petitie om in de Republiek der Zeven Vereenigde Nederlanden een Provincial Grand Lodge te mogen oprichten van de Order of Heredom of Kilwinning. De petitie was mede ondertekend door de Nederlander Jacobus Jonas Kloek. Mitchell en Kloek werden samen in Londen ingewijd in beide graden van de orde en Mitchell kreeg een patent uitgereikt als Provincial Grandmaster daarvan, maar alleen voor de Nederlanden. 
Terug in Nederland ondernam Mitchell geen activiteiten als Provincial Grandmaster. Drie jaar later ging hij echter terug naar Schotland en begon leden te werven voor de Order of Heredom of Kilwinning, op basis van zijn - feitelijk daar niet geldende - patent. Het duurde tot 1763 voordat hij in Edinburgh een chapter kon oprichten, in 1767 volgde de oprichting van de Grand Lodge of the Royal Order of Scotland aldaar.
Na een voortvarend begin namen vanaf het eind van de achttiende eeuw de activiteiten van de Grand Lodge sterk af.  Wel werden in deze periode in Frankrijk en haar koloniën een aantal chapters opgericht. Ook in België werden twee chapters opgericht, in Brussel en Doornik. Al deze chapters verdwenen weer grotendeels na de val van Napoleon in 1814. Van 1819 tot 1839 was er zelfs geen enkele bijeenkomst van de Grand Lodge van de Royal Order of Scotland. 
In november 1839 riep Deputy Grand Master and Governor Houston Rigg Brown (1776-1857) enkele van de nog resterende leden van de orde in Schotland bijeen in Edinburgh. Tijdens deze bijeenkomst werden twaalf nieuwe leden ingewijd, wat een omslagpunt bleek te zijn in het voortbestaan van de orde. 
In 1841 werd de botanicus George Arnott Walker Arnott (1799-1868) ingewijd, welke instrumenteel was in het opnieuw verspreiden van de Royal Order of Scotland. Arnott was een vooraanstaand vrijmetselaar en bekleedde bestuurlijke functies in verschillende andere ordes in Schotland, zoals de Royal Arch. Hij droeg de orde op zijn vele reizen uit en het aantal leden nam gestaag toe.
Men sprak niet langer van chapters maar van Provincial Grand Lodges en deze werden in verschillende landen opgericht. Zo werd in 1877 een Provincial Grand Lodge opgericht in de Verenigde Staten, met de invloedrijke vrijmetselaar Albert Pike (1809-1891) als eerste Provincial Grand Master.

### Jacob van Lennep

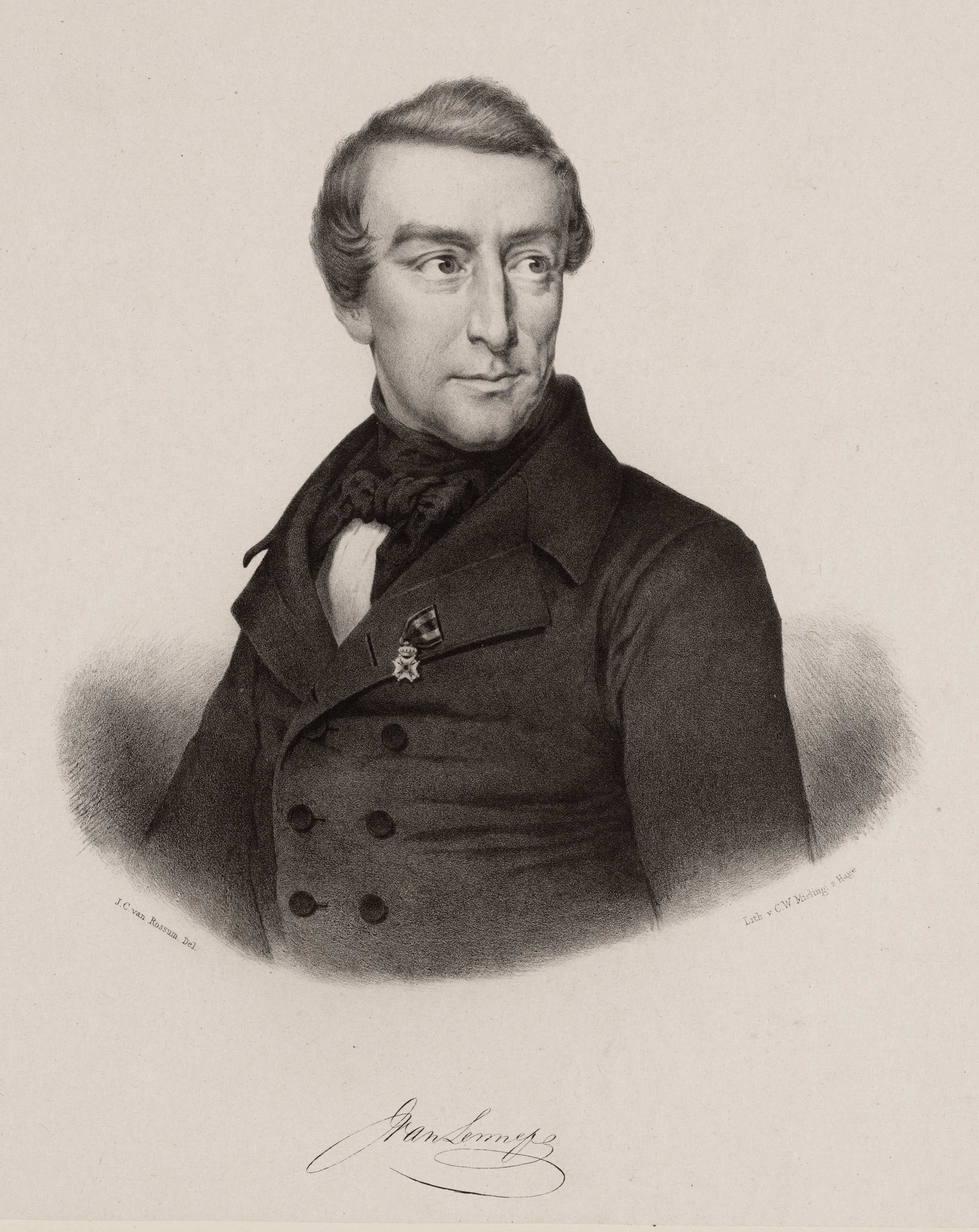
Jacob van Lennep. Krijttekening J.C. van Rossum, 1848. Collectie Vrijmetselarijmuseum

De schrijver, dichter, taalkundige en politicus Jacob van Lennep (1802-1868) was verantwoordelijk voor een eerste poging om de Royal Order of Scotland in Nederland in te voeren. Hij was een actief vrijmetselaar en onder meer voorzittend meester van de Amsterdamse loge Willem Fredrik en voorzitter van het kapittel van de Orde der Hoge Graden met dezelfde naam. In 1842 werd hij lid van het Opperbestuur van de Orde der Hoge Graden en in 1846 werd hij lid van het Hoofdbestuur van de Orde der Vrijmetselaren. In 1867 werd hij benoemd tot gedeputeerd grootmeester van de Orde der Vrijmetselaren.
Begin 1843 ondernam van Lennep samen met een bevriende vrijmetselaar een avontuurlijke reis naar Schotland. Aldaar aangekomen ontmoetten zij George Arnott en ontdekten dat de Nederlandse maçonnieke werkwijzen er vrijwel onbekend waren. Er werden geheel andere toegepast: de Royal Arch, de Merk vrijmetselarij, de graad van de Knights Templar en de Royal Order of Scotland. Van Lennep en zijn vriend werden in al deze nieuwe werkwijzen ingewijd.
Bij terugkomst in Nederland werd op 20 maart 1844 in Amsterdam de eerste Provincial Grand Lodge in Nederland van de Royal Order of Scotland opgericht, alsmede een priorij van de Knights Templar en een kapittel van de Royal Arch. In dit laatste kapittel -  genaamd 'Amsterdam' - werd ook de graad van Merkmeester beoefend. In de jaren daarna werden verschillende vrijmetselaars opgenomen in het kapittel, maar de laatste vermelding van activiteiten was op 4 mei 1850. Niet lang daarna werd het van de rol van Schotse Royal Arch kapittels afgevoerd. Ook de Provincial Grand Lodge van de Royal Order of Scotland en de priorij van de Knights Templar verdwenen weer.

### Invoering in Nederland en België
In 1974 werd de Provincial Grand Lodge of The Netherlands opnieuw geconstitueerd, onder gezag van de orde in Schotland. De Provincial Grand Lodge komt twee keer per jaar bijeen, op de tweede vrijdag in maart en in oktober, in Huize het Oosten in Bilthoven. In 1995 werd ook een Provincial Grand Lodge of Belgium geconstitueerd, deze heeft haar zetel in Brugge.

## Trivia
- Per Provincial Grand Lodge dan wel per land gelden soms aanvullende voorwaarden voor toelating tot de Royal Order of Scotland. In de Verenigde Staten van Amerika is bijvoorbeeld een vereiste dat een kandidaat de 32e graad heeft bereikt van de Aloude en Aangenomen Schotse Ritus of de graad van Knight Templar bezit in de York Ritus. Elders dient soms eerst de 18e graad (Ridder van het Rozenkruis) van de Aloude en Aangenomen Schotse Ritus te zijn bereikt.
- De zetel van de voorzittend meester c.q. de grootmeester wordt in de vrijmetselarij ook wel de troon genoemd. De mythe van Robert the Bruce leidde tot de traditie dat bij elke bijeenkomst van de Royal Order of Scotland een troon aanwezig is voor de feitelijke grootmeester van de orde, de koning van Schotland. De troon wordt daarbij getooid met koninklijke regalia zoals een hermelijnen mantel, een kroon en een scepter, maar blijft onbezet tijdens de bijeenkomst.
- In de Provincial Grand Lodge of The Netherlands worden de rituelen uitgevoerd in het Nederlands. Het is daarmee de enige Provincial Grand Lodge ter wereld waar de rituelen niet in het Engels worden uitgevoerd.

## Appendix
Vrijmetselarij · Beginselen · Geschiedenis · Symbolen · Vrijmetselaarsloge · Ordegrondwet · Obediëntie · Regulariteit en irregulariteit · Ritus · Graden · Grootmeester · Gemengde vrijmetselarij · Para-vrijmetselarij · Antivrijmetselarij · Vrijmetselarij in Nederland · Vrijmetselarij in België